# Dimensie (lineaire algebra)
De dimensie van een vectorruimte {\displaystyle V} is het aantal vectoren waaruit de basis van die vectorruimte is opgebouwd. De dimensie van een vectorruimte {\displaystyle V} over een lichaam (Ned) / veld (Be) {\displaystyle K} wordt geschreven als {\displaystyle \dim _{K}(V)} of als {\displaystyle [V:K]}. Het kan worden bewezen dat iedere willekeurige basis van een vectorruimte uit hetzelfde aantal vectoren bestaat. De kardinaliteit, het aantal elementen van de basis is voor dezelfde vectorruimte dus altijd hetzelfde. Een minimaal voortbrengend deel of een maximaal vrij deel vormt steeds een basis.

## Voorbeelden
- De dimensie van een vectorruimte is een abstract begrip, maar komt overeen met onze intuïtie van dimensie in het dagelijkse leven.
- De dimensie van een affiene ruimte is dezelfde als die van de bijbehorende vectorruimte.
- Een vectorruimte {\displaystyle V} met een eindig aantal voortbrengende vectoren heet eindigdimensionaal. Anders heet {\displaystyle V} oneindig-dimensionaal.
- De euclidische ruimte {\displaystyle \mathbb {R} ^{3}} heeft een basis die bestaat uit de eenheidsvectoren: (1,0,0),(0,1,0) en (0,0,1).
- De dimensie is dus 3: {\displaystyle \dim _{\mathbb {R} }(\mathbb {R} ^{3})=3.} Meer in het algemeen geldt dat {\displaystyle \dim _{\mathbb {R} }(\mathbb {R} ^{n})=n} en nog algemener geldt {\displaystyle \dim _{F}(F^{n})=n} voor enig lichaam (Ned) / veld (Be) {\displaystyle F}.
- De complexe getallen {\displaystyle \mathbb {C} } zijn zowel een reële als een complexe vectorruimte. Er geldt {\displaystyle \dim _{\mathbb {R} }(\mathbb {C} )=2} en {\displaystyle \dim _{\mathbb {C} }(\mathbb {C} )=1}. De dimensie van een vectorruimte is dus mede afhankelijk van het onderliggende lichaam.
- De enige vectorruimte met dimensie 0 is {0}, de vectorruimte, die uitsluitend uit haar nul-element bestaat.
- De fractale dimensie en hausdorff-dimensie lijken veel op elkaar.

## Websites
- Gilbert Strang op YouTube. Linear Algebra Lecture #9. over onafhankelijkheid, basis, en dimensie